# Charaxes marmax
Espèce
Charases marmax est une espèce d'insectes lépidoptères  appartenant à la famille des Nymphalidae, à la sous-famille des Charaxinae et au genre Charaxes.

## Description
Charaxes marmax est un grand papillon au dessus jaune orangé tirant sur le roux avec aux ailes antérieures une ligne marginale de taches marron et aux postérieures une ligne submarginale de taches marron pupillées de blanc.
Le dessous est jaune avec des bandes plus foncées et d'autres plus claires.

### Chenille
La chenille est verte avec les paires de cornes des Charaxes.

## Biologie
Il est multivoltin entre avril et décembre et hibernerait soit au stade de chenille soit à celui de chrysalide.

### Plantes hôtes
Les plantes hôtes de la chenille sont des Euphorbiaceae dont Croton tiglium.

## Écologie et distribution
Il est présent en Asie du sud-est, en Inde, dans toute la péninsule indochinoise, (Thaïlande et Laos pour Charaxes marmax marmax) et en Malaisie.

### Biotope
Il réside dans les boisements de sa plante hôte et dans les jardins où elle est cultivée comme arbuste ornemental.

## Systématique
L'espèce Charaxes marmax a été décrite par John Obadiah Westwood en 1847.

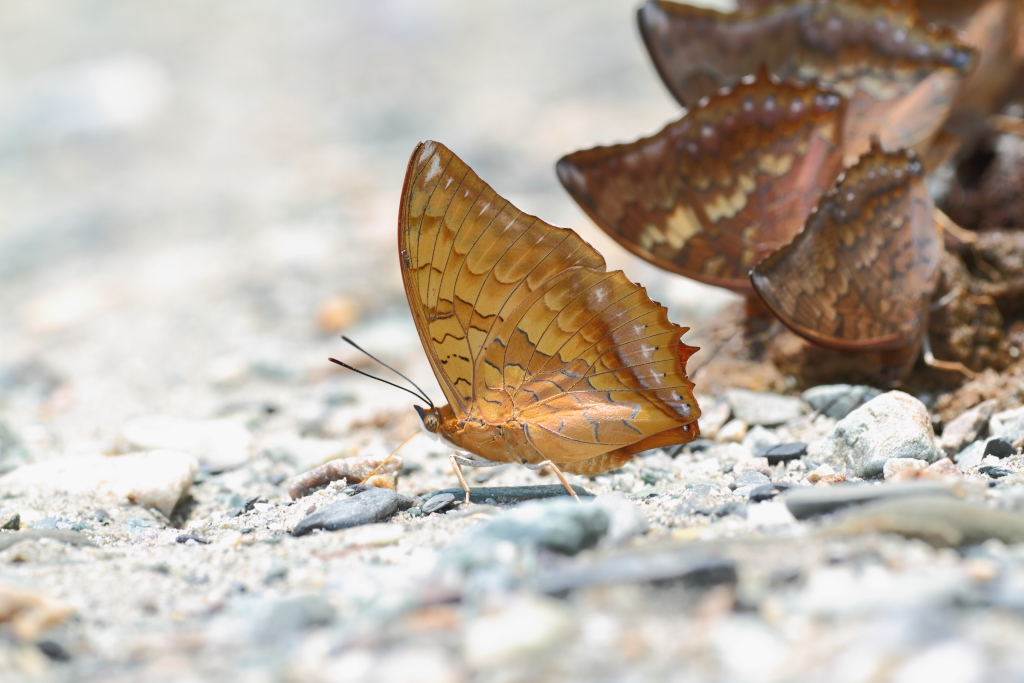
revers

### Sous-espèces
- Charaxes marmax marmax présent en Inde et Birmanie.
- Charaxes marmax philopator Fruhstorfer, 1914; présent dans toute l'Indochine.
- Charaxes marmax philosarcus Fruhstorfer, 1914; présent en Malaisie[2].

### Noms vernaculaires
Charaxes marmax se nomme Yellow Rajah en anglais, et Charaxes marmax marmax Sylhet Yellow Rajah,.